# Agami (Cameroun)
Pour les articles homonymes, voir Agami.
Agami est une localité du Cameroun située dans le département du Mayo-Kani et la Région de l'Extrême-Nord. Elle fait partie de la commune de Moulvoudaye et du canton de Moulvoudaye rural. Elle est proche de la frontière avec le Tchad.

## Population
En 1976, Agami Mousgoum comptait 125 habitants, des Mousgoum.
Le recensement de 2005 y a dénombré 403 personnes.

## Infrastructures
En août 2011, Agami a bénéficié de la création d'une école primaire publique.